# As Casas dos Montes
As Casas dos Montes es un lugar situado en la parroquia de Granja, del municipio español de Oimbra, en la provincia de Orense, Galicia.

## Demografía
| Gráfica de evolución demográfica de As Casas dos Montes entre 2000 y 2023 |
|                                                                           |
| Datos según el nomenclátor publicado por el INE.                          |